# Campeonato Asiático de Taekwondo de 1990
El IX Campeonato Asiático de Taekwondo se celebró en Taipéi (Taiwán) en 1990 bajo la organización de la Unión Asiática de Taekwondo.
En total se disputaron en este deporte quince pruebas diferentes, ocho masculinas y siete femeninas.

## Resultados

### Masculino
| Evento | Oro                           | Plata                           | Bronce                                                     |
| ------ | ----------------------------- | ------------------------------- | ---------------------------------------------------------- |
| –50 kg | Chang Jung-San China Taipéi   | Raul Samson Filipinas           | Nabel Al-Hlawani Jordania Gurung Nepal                     |
| –54 kg | Kwon Hauk-Sun Corea del Sur   | Wang Ming-Sung China Taipéi     | Chung Kai Cheng Hong Kong Tan Kheng Juan Singapur          |
| –58 kg | Kim Sung-Jin Corea del Sur    | Chen Yu-Huan China Taipéi       | Husein Al-Kadj Jordania Mohamed Azar Kuwait                |
| –64 kg | Lee Chian-Hsiang China Taipéi | Kim Hyun-Chul Corea del Sur     | Tareq Lababidi Jordania Robert Vargas Filipinas            |
| –70 kg | Park Se-Jin Corea del Sur     | Huang Ming-Jen China Taipéi     | Yusef Abu-Zaid Jordania Victor Manuel Veneracion Filipinas |
| –76 kg | Jin Jung-Woo Corea del Sur    | Hasan Gilani Seyed Irán         | Tarek Ali Nawaf Jordania Liu Tsu-Len China Taipéi          |
| –83 kg | Jung Yong-Suk Corea del Sur   | Salim Al-Zahrani Arabia Saudita | Amar Sbeihi Jordania Seyed Hosein Abasi Irán               |
| +83 kg | Tawfiq Nwaiser Jordania       | Choi Sang-Jin Corea del Sur     | Farzad Zarajsh Irán Victor Bateman Australia               |

### Femenino
| Evento | Oro                         | Plata                        | Bronce                                                 |
| ------ | --------------------------- | ---------------------------- | ------------------------------------------------------ |
| –43 kg | Wu Shan-Chen China Taipéi   | Kim Jin-Sung Corea del Sur   | Sita Kumari Rai Nepal Vasugi Maruthamuthu Malasia      |
| –47 kg | Yenni Latief Indonesia      | Anita Falieros Australia     | Hong Lee Bee Malasia Mo Sun-Young Corea del Sur        |
| –51 kg | Lee Seung-Min Corea del Sur | Hii King Hung Malasia        | Susan Lang Singapur Chen Mei-Hua China Taipéi          |
| –55 kg | Jung Ya-Ling China Taipéi   | Park Jin-Kyung Corea del Sur | Lee Ka Ki Hong Kong Mika Kishiyama Japón               |
| –60 kg | Liu Chao-Ching China Taipéi | Nam Jung-Dong Corea del Sur  | Angela Coulsen Australia Siauw Lung Indonesia          |
| –65 kg | Ko Jae-Kyung Corea del Sur  | Denise Parmley Australia     | Mary Alindogan Filipinas Hsien Feng-Lien China Taipéi  |
| –70 kg | Liu Yi-Ling China Taipéi    | Anis Dewi Indonesia          | Boon Lau Choo Malasia Beatriz Daphne Tioseco Filipinas |

## Medallero
| Núm. | País           | Oro | Plata | Bronce | Total |
| ---- | -------------- | --- | ----- | ------ | ----- |
| 1    | Corea del Sur  | 7   | 5     | 1      | 13    |
| 2    | China Taipéi   | 6   | 3     | 3      | 12    |
| 3    | Indonesia      | 1   | 1     | 1      | 3     |
| 4    | Jordania       | 1   | 0     | 6      | 7     |
| 5    | Australia      | 0   | 2     | 2      | 4     |
| 6    | Filipinas      | 0   | 1     | 4      | 5     |
| 7    | Malasia        | 0   | 1     | 3      | 4     |
| 8    | Irán           | 0   | 1     | 2      | 3     |
| 9    | Arabia Saudita | 0   | 1     | 0      | 1     |
| 10   | Hong Kong      | 0   | 0     | 2      | 2     |
| 10   | Nepal          | 0   | 0     | 2      | 2     |
| 10   | Singapur       | 0   | 0     | 2      | 2     |
| 13   | Japón          | 0   | 0     | 1      | 1     |
| 13   | Kuwait         | 0   | 0     | 1      | 1     |
|      | TOTAL          | 15  | 15    | 30     | 60    |